# Cupriavidus metallidurans
A Cupriavidus metallidurans (CH34), anteriormente conhecida como Ralstonia metallidurans, Ralstonia eutropha ou  Alcaligenes eutrophus,  é uma espécie de bactéria gram-negativa típica de água doce. O seu genoma foi inteiramente sequenciado.
Tem chamado a atenção de cientistas devido à sua capacidade de decompor metais pesados. Trata-se de um bacilo  capaz de sobreviver e se desenvolver mesmo em presença de elevadas concentrações desses metais. Além disso, parece ter um papel central na deposição do ouro em pepitas.